# Stretto di Golovnin
Lo stretto di Golovnin (in russo пролив Головнина) è un braccio di mare nell'oceano Pacifico settentrionale, nella catena delle isole Curili, che separa l'isola di Rajkoke da Matua. È largo circa 18 km. Si trova nel Severo-Kuril'skij rajon dell'oblast' di Sachalin, in Russia. 
Lo stretto prende il nome dal navigatore russo Vasilij Michajlovič Golovnin.